# قطعنامه ۱۸۸۳ شورای امنیت
قطعنامه ۱۸۸۳ شورای امنیت سازمان ملل متحد که در تاریخ ۰۷ اوت ۲۰۰۹ تصویب شد، سندی بین‌المللی دربارهٔ بررسی وضعیت مربوط به عراق است. این قطعنامه طی نشست ۶۱۷۹ام با ۱۵ رای موافق، ۰ مخالف و ۰ ممتنع تصویب شد.